# Argentada de muntanya
L'argentada de muntanya (Argynnis aglaja) és una espècie de lepidòpter papilionoïdeu de la família dels nimfàlids (Nymphalidae) present als Països Catalans.

## Distribució
Es troba al Marroc i des d'Europa fins al Japó. Absent a les illes mediterrànies excepte Sicília. Als Països Catalans es distribueix en zones muntanyoses.

## Hàbitat
Pendents obertes, herboses i amb flors, clars de boscos oberts, prats humits, etc. L'eruga s'alimenta de plantes del gènere Viola.

## Període de vol i hibernació
Una generació a l'any entre juny i agost, segons la localitat i l'altitud. Hiberna en forma d'eruga acabada de néixer.